# Sandra Dodet
Sandra Dodet (* 23. August 1996) ist eine französische Triathletin und U23-Weltmeisterin Triathlon Mixed Relay (gemischte Staffel, 2018).

## Werdegang
2014 wurde Sandra Dodet Dritte bei der französischen Junioren-Staatsmeisterschaft auf der Triathlon-Sprintdistanz (750 m Schwimmen, 20 km Radfahren und 5 km Laufen).
Im August 2016 wurde sie im Triathlon Dritte bei der Universitäts-Weltmeisterschaft. Wenige Wochen später wurde sie auch Dritte bei der U23-Weltmeisterschaft auf der olympischen Kurzdistanz (1,5 km Schwimmen, 40 km Radfahren und 10 km Laufen).

### U23-Weltmeisterin Mixed Relay 2018
2018 wurde sie in Australien mit der französischen Staffel U23-Weltmeister (mit Paul Georgenthum, Emilie Morier und Léo Bergere).
Sandra Dodet wurde im Mai 2019 im niederländischen Weert Vizeeuropameisterin auf der olympischen Kurzdistanz. Im Juni des Jahres wurde sie in Metz französische Vizestaatsmeisterin Sprint-Triathlon und sie konnte diesen Erfolg 2021 in Pontivy wiederholen.
Mit dem Triathlon de Fréjus gewann die 25-Jährige im Mai 2022 das erste Rennen der französischen Meisterschafts-Rennserie Grand Prix de Triathlon.

## Sportliche Erfolge
| Datum/Jahr    | Rang | Wettbewerb                                       | Austragungsort | Zeit     | Bemerkung                                                                                                  |
| ------------- | ---- | ------------------------------------------------ | -------------- | -------- | --- |
| 15. Feb. 2025 | 20   | ITU World Championship Series 2025               | Abu Dhabi      | 00:55:39 | hinter der Deutschen Lisa Tertsch                                                                          |
| 14. Juli 2024 | 8    | ETU Triathlon European Cup                       | Cork           | 00:56:29 | |
| 22. Juni 2024 | 8    | ETU Triathlon European Cup                       | Wels           | 01:03:23 | |
| 24. Juli 2022 | 3    | ITU Triathlon World Cup                          | Pontevedra     | 01:58:08 | hinter der Tschechin Petra Kuriková                                                                        |
| 28. Mai 2022  | 1    | ITU Triathlon World Cup                          | Arzachena      | 01:00:31 | |
| 15. Mai 2022  | 1    | Triathlon de Fréjus                              | Fréjus         | 01:00:57 | erstes Rennen des Grand Prix de Triathlon 2022                                                             |
| 30. Okt. 2021 | 3    | ITU Triathlon World Cup                          | Tongyeong      | 00:58:53 | hinter der Britin Beth Potter                                                                              |
| 29. Aug. 2021 | 2    | FRA Triathlon National Championships             | Pontivy        | 01:07:22 | Französische Vizestaatsmeisterin Sprint-Triathlon                                                          |
| 19. Okt. 2019 | 1    | ITU Triathlon World Cup                          | Tongyeong      | 00:57:10 | |
| 30. Juni 2019 | 2    | FRA Triathlon National Championships             | Metz           | 00:59:19 | Französische Vizestaatsmeisterin Sprint-Triathlon                                                          |
| 31. Mai 2019  | 2    | ETU Triathlon European Championships             | Weert          | 01:46:42 | Vizeeuropameisterin auf der olympischen Kurzdistanz                                                        |
| 19. Mai 2018  | 1    | ITU Triathlon World Cup                          | Astana         | 01:57:14 | |
| 15. Sep. 2016 | 3    | ITU Triathlon World Championship U23             | Cozumel        | 01:59:18 | U23-Weltmeisterschaft auf der olympischen Kurzdistanz (1,5 km Schwimmen, 40 km Radfahren und 10 km Laufen) |
| 7. Aug. 2016  | 3    | FISU World University Triathlon Championships    | Nyon           | 02:01:34 | |
| 1. Juni 2014  | 3    | FRA Triathlon National Championship Junior Women | Nizza          | 01:07:17 | Französische Junioren-Staatsmeisterschaft auf der Sprintdistanz                                            |

(DNF – Did Not Finish)